# Killzone: Liberation
Killzone: Liberation (в России известна как «Killzone: Освобождение») — компьютерная игра в жанре шутера от третьего лица, разработанная студией Guerrilla Games для игровой консоли PlayStation Portable. Игра была выпущена 31 октября 2006 года в Северной Америке, 3 ноября 2006 года в Европе и 8 ноября 2006 года в Австралии. Killzone: Liberation является продолжением игры Killzone, но её не следует путать с Killzone 2. Игра Killzone: Liberation представлена как шутер с видом от третьего лица, в отличие от основной трилогии, которая является шутером от первого лица.

## Игровой процесс
В отличие от основной трилогии, Killzone: Liberation — это шутер от третьего лица.
Игрок может управлять только главным героем — Яном Темпларом. Также в игре можно управлять танком, пулемётом, катером на воздушной подушке.
В отличие от оригинальной Killzone, проект Liberation оснащён «умной» камерой, предлагающей перспективу от третьего лица. Теперь вы сможете разглядеть своего альтер эго, а сообразительный виртуальный оператор, выбирающий наилучшие ракурсы, не доставит хлопот с ориентированием. Все текстовые ресурсы игры полностью переведены на русский язык, а диалоги озвучены лучшими российскими актёрами.

## Сюжет

### Глава 1
После событий первой части прошло два месяца. Император хелгастов Визари передал командование оставшейся армией генералу Метраку и полковнику Кобару. Хелгасты начали штурм столицы Южной Векты — Рейховен, где как раз проходит совещание трёх важных персон — генерала Дуайта Стрэтсона, министра Хэлфа Милчера и изобретателя Эвелин Баттон. Командование ISA отправляет в помощь гарнизону Яна Темплара. С помощью руководителя операции, Люгер, он с боем пробирается к развалинам и находит там своего друга — опытного солдата, сержанта Рико. Вдвоём они пробираются к базе, так как начинается эвакуация трёх «шишек». Ян находит сперва Баттон, затем Милчера и после них Стрэтсона и сопровождает каждого к десантному боту. Перед отлётом генерал говорит Тэмплару: «Капитан, к северу отсюда в подземном бункере есть оружейный склад. Когда пришли хелгасты, наши ребята не смогли завалить вход. Ваше задание — исправить эту ошибку, оружие нельзя оставлять врагу». Ян направляется к бункеру. По пути он подбирает танк и с его помощью добирается до бункера. Там он рушит четыре лебедки, после чего сбегает вместе с подобравшим его на катере Рико. Дальше сообщается, что хелгасты закрепились на юге страны, а с ботом, перевозившим участников, пропала связь.

### Глава 2
Десантный бот с Милчером, Стрэтсоном и Баттон был сбит и потерпел крушение где-то среди болот. Для доступа в район поиска необходимо освободить порт, занятый армией Армина Метрака. Капитана Тэмплара высаживают на пляже. Он справляется с передовыми отрядами хелгастов, после чего прибывает на нефтяную станцию. Он отключает два основных вентиля закачки нефти и затем садится на аварийный лифт и прибывает в порт. Объединившись с Рико в очередной раз, капитан зачищает гарнизон порта. Но в тот же порт прибывает с новыми людьми Метрак вместе с Кобаром. Добравшись до главного здания порта, Тэмплар и Рико разделяются — второй вместе со штурмовой группой отправляется на захват Метрака, а первый на поиски бота. По информации Люгер, в порту есть катер на воздушной подушке, что идеально подходит для болот. Сперва Ян в диспетчерской открывает шлюз, а затем пробирается к катеру. По пути он получает указание от Люгер, что необходимо защитить Хелганский крейсер. Капитан справляется и с этой задачей, следовательно, он добирается до катера и покидает порт. В последующем сообщении говорится, что Метрак предложил мир, но из документов, найденных на крейсере, стало ясно, что Кобар тоже ищет упавший бот.

## Многопользовательская игра
Многопользовательская игра доступна через Wi-Fi (до 8 игроков) через PlayStation Network. Также имеется возможность играть напрямую по WLAN (до 4 игроков).

## Загружаемые обновления
Через PlayStation Network имеется возможность скачать дополнительные карты, а в 2009 году была выпущена 5 глава для однопользовательской кампании Root of Evil, в которой объясняется исчезновение сержанта Рико. После обновления игра обновляется до версии 1.2.

## Отзывы
| Сводный рейтинг | Сводный рейтинг |
| Агрегатор       | Оценка          |
| --------------- | --------------- |
| GameRankings    | 79,16 %         |